# Ludendorffbrug
De Ludendorffbrug (nu Brücke von Remagen) was een spoorbrug over de Rijn bij Remagen. Ze is bekend geworden doordat ze aan het einde van de Tweede Wereldoorlog vrij ongeschonden en dus bruikbaar in handen van de geallieerden viel.
De brug werd gebouwd tijdens de Eerste Wereldoorlog en was bedoeld om de Duitse troepen en voorraden snel over de Rijn naar het westelijk front te kunnen transporteren. De brug werd ontworpen door Karl Wiener, een architect uit Mannheim. De brug was 325 meter lang en had een hoogte van 14,8 meter boven de gemiddelde waterstand. Het hoogste punt was 29,25 meter. De brug had twee sporen en een voetpad. Tijdens de Tweede Wereldoorlog werd een van de sporen door middel van planken geschikt gemaakt voor andere voertuigen.
De brug - de laatste intacte brug over de Rijn - werd op 7 maart 1945 door soldaten van de Amerikaanse 9de pantserdivisie ingenomen (zie Operatie Lumberjack). Verscheidene pogingen van de Duitsers om de brug te verwoesten bleven zonder succes. Op 17 maart 1945 stortte de brug plots in. In de restanten van de brug is een museum gevestigd. De strijd om de brug is in 1969 verfilmd in de film The Bridge at Remagen.
Nadat de brug was ingestort, zijn de resten uit de Rijn geborgen. De resten en het landhoofd werden hergebruikt voor een spoorbrug over de nabijgelegen rivier de Ahr bij Sinzig, die op 4 maart 1948 gereedkwam. Op 21 november 1981 werd deze spoorbrug op haar beurt vervangen door een nieuwe brug.

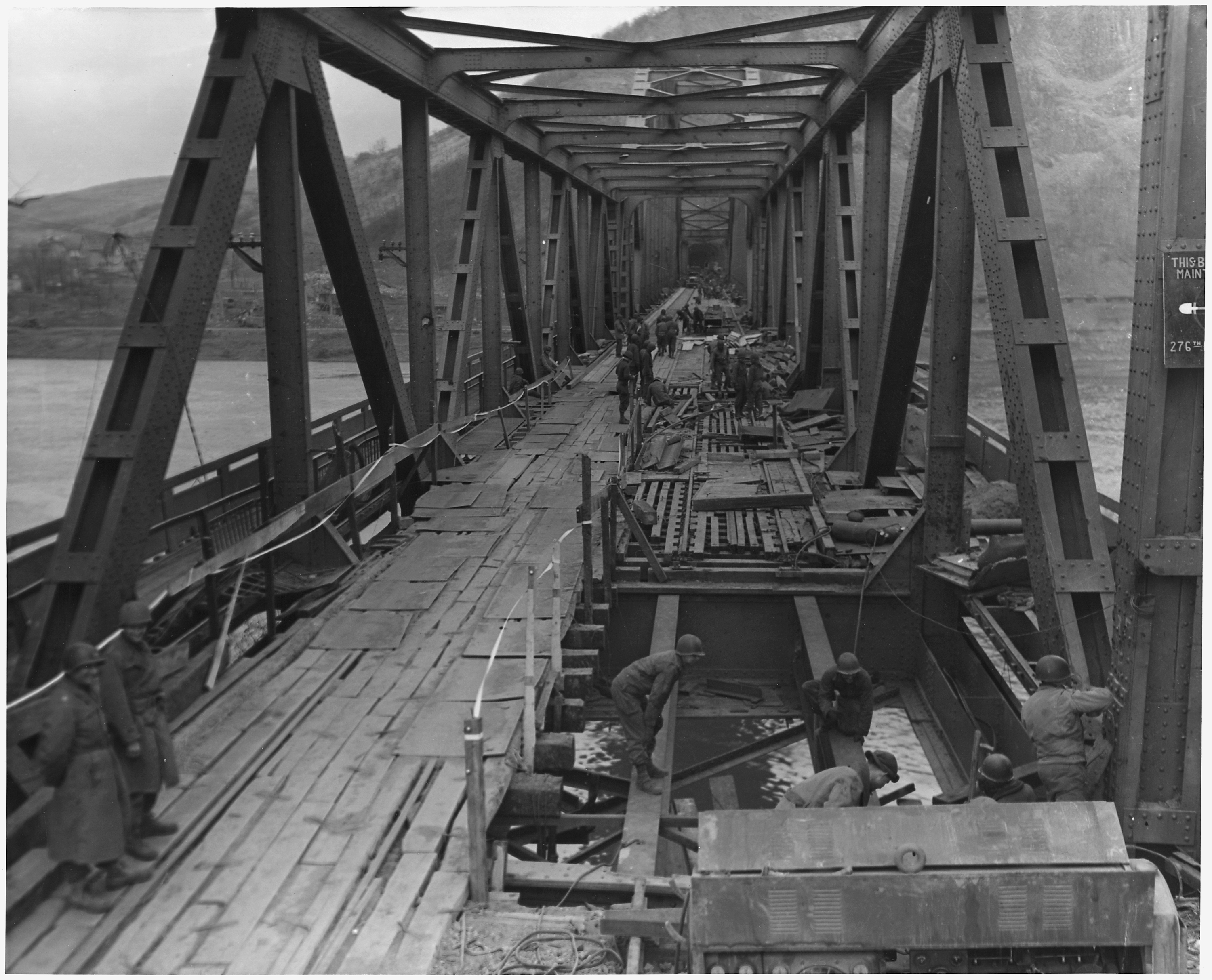
Brug in 1945
Amerikaanse soldaten steken de brug over
- Kleurenfilmopname van de Ludendorffbrug uit 1945 voor en na de instorting
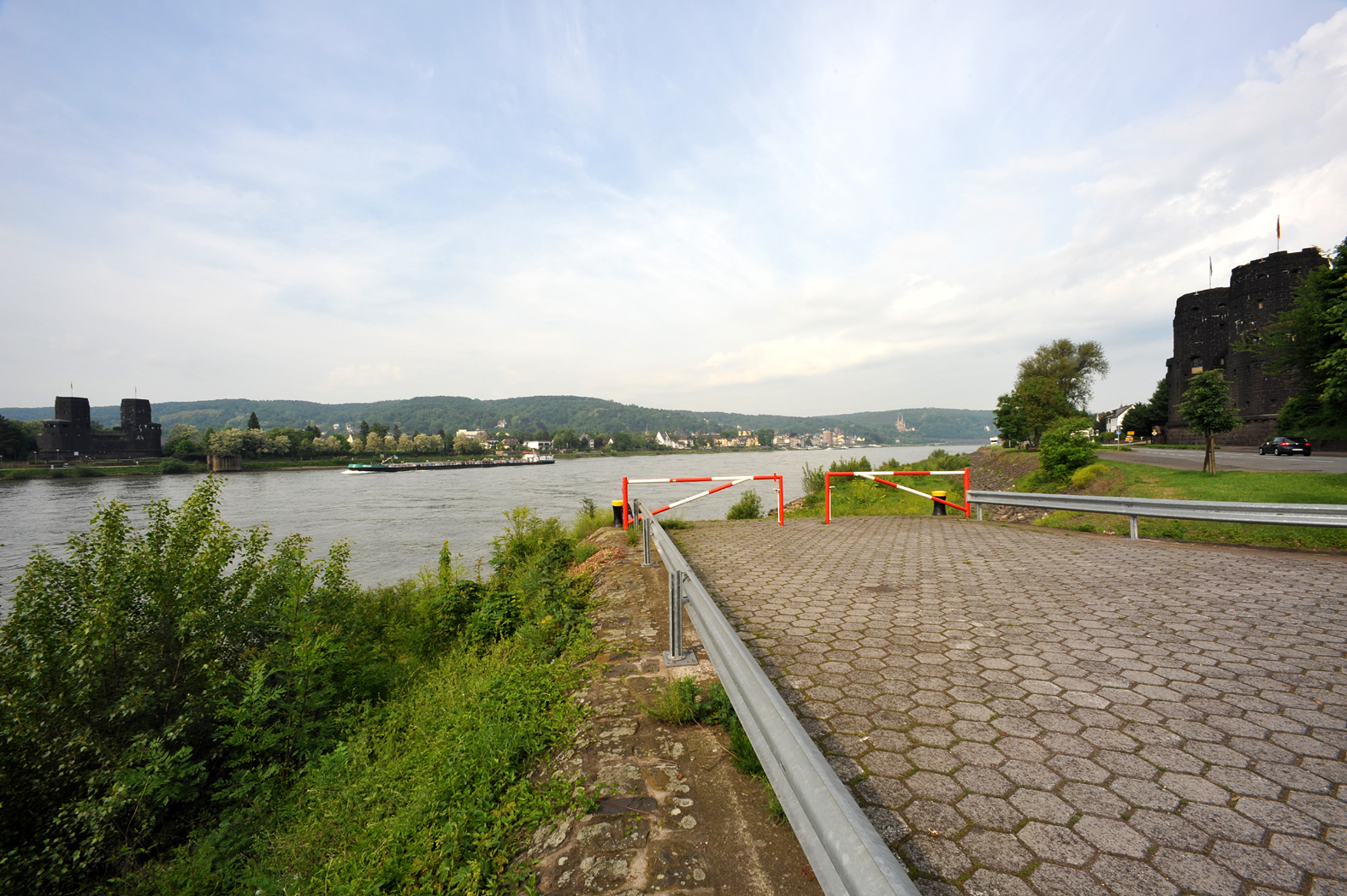
Huidige situatie
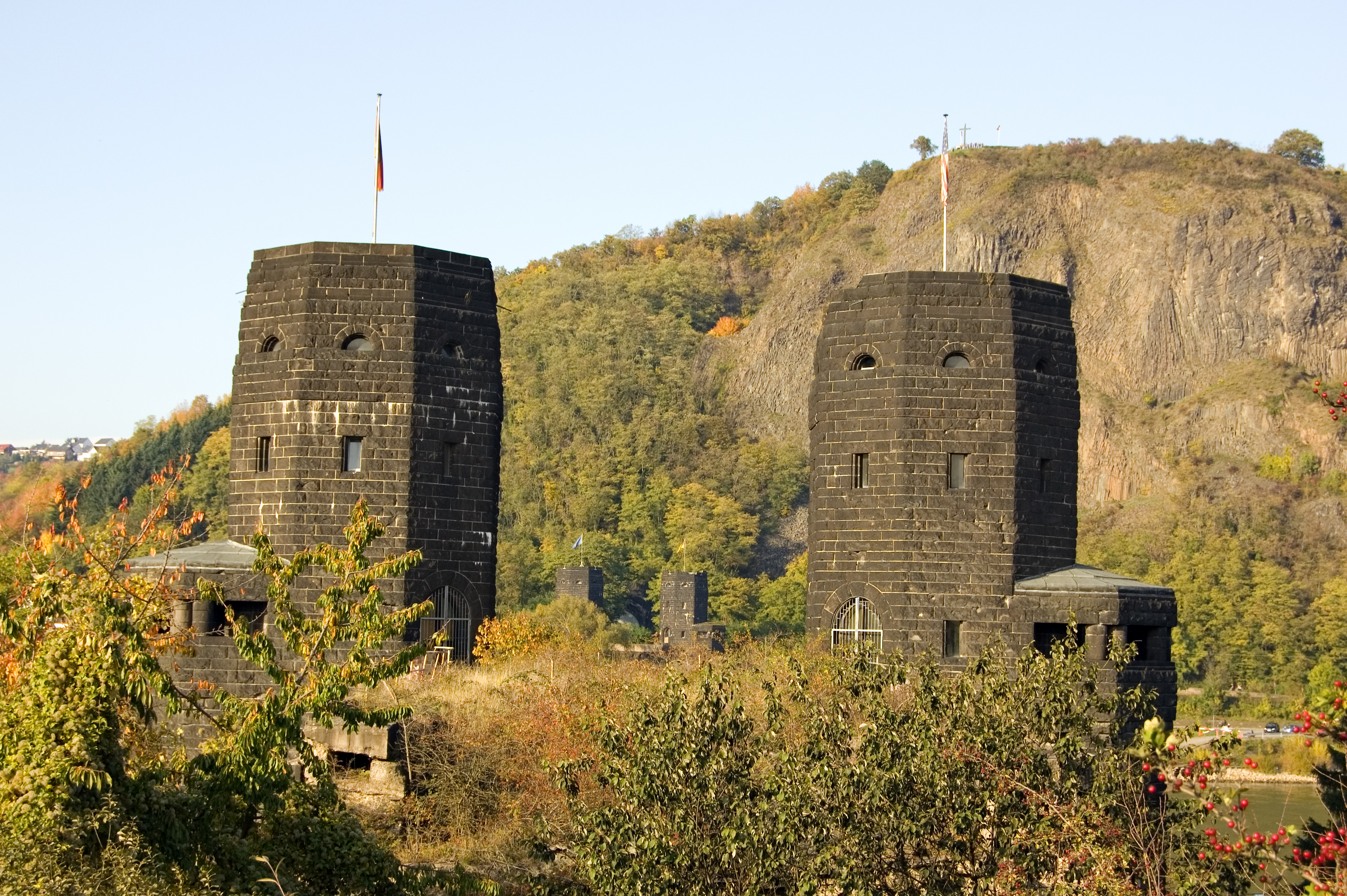
Overblijfselen op de oostoever
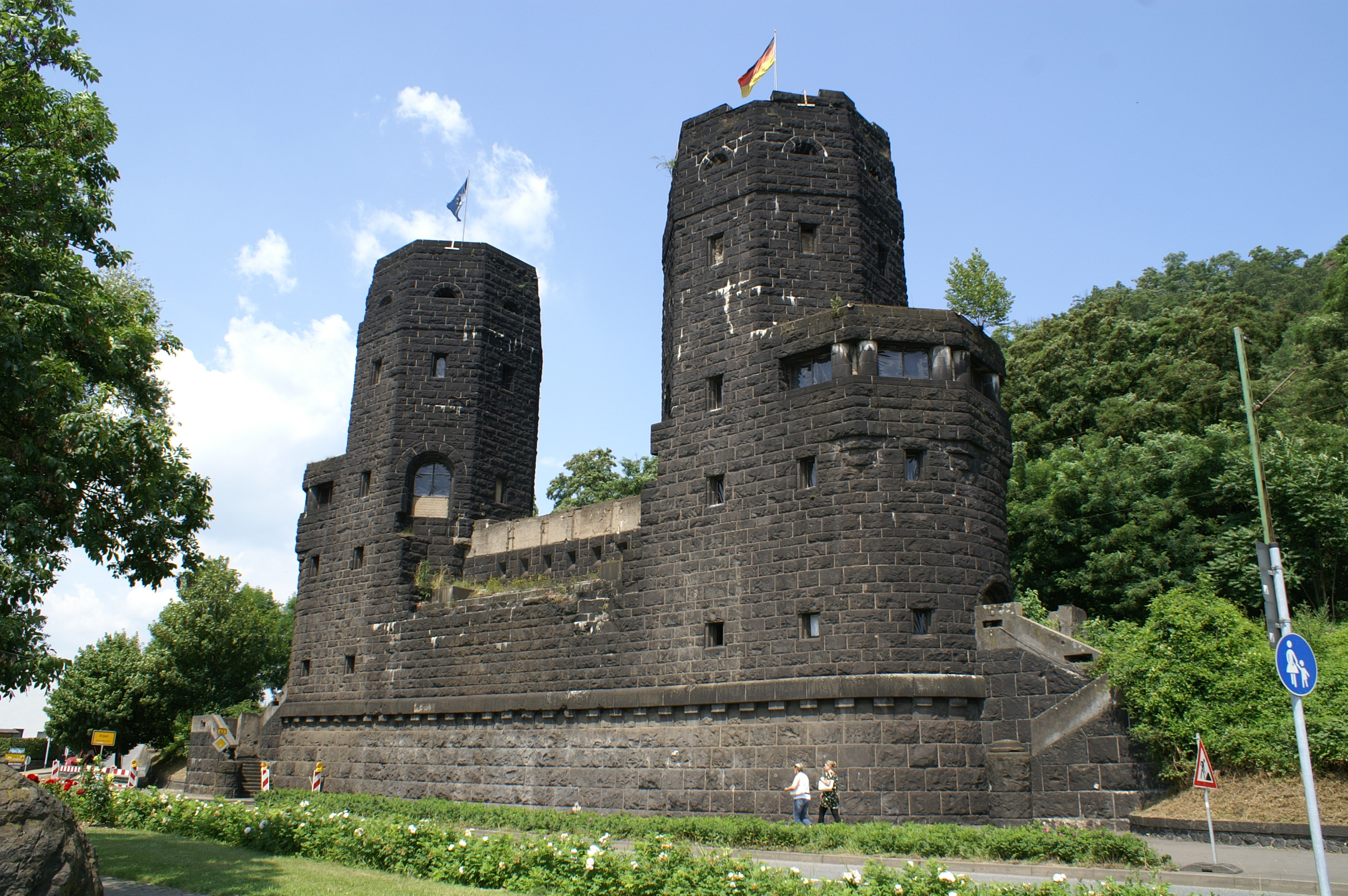
Overblijfselen op de westoever